# Cappella Rucellai

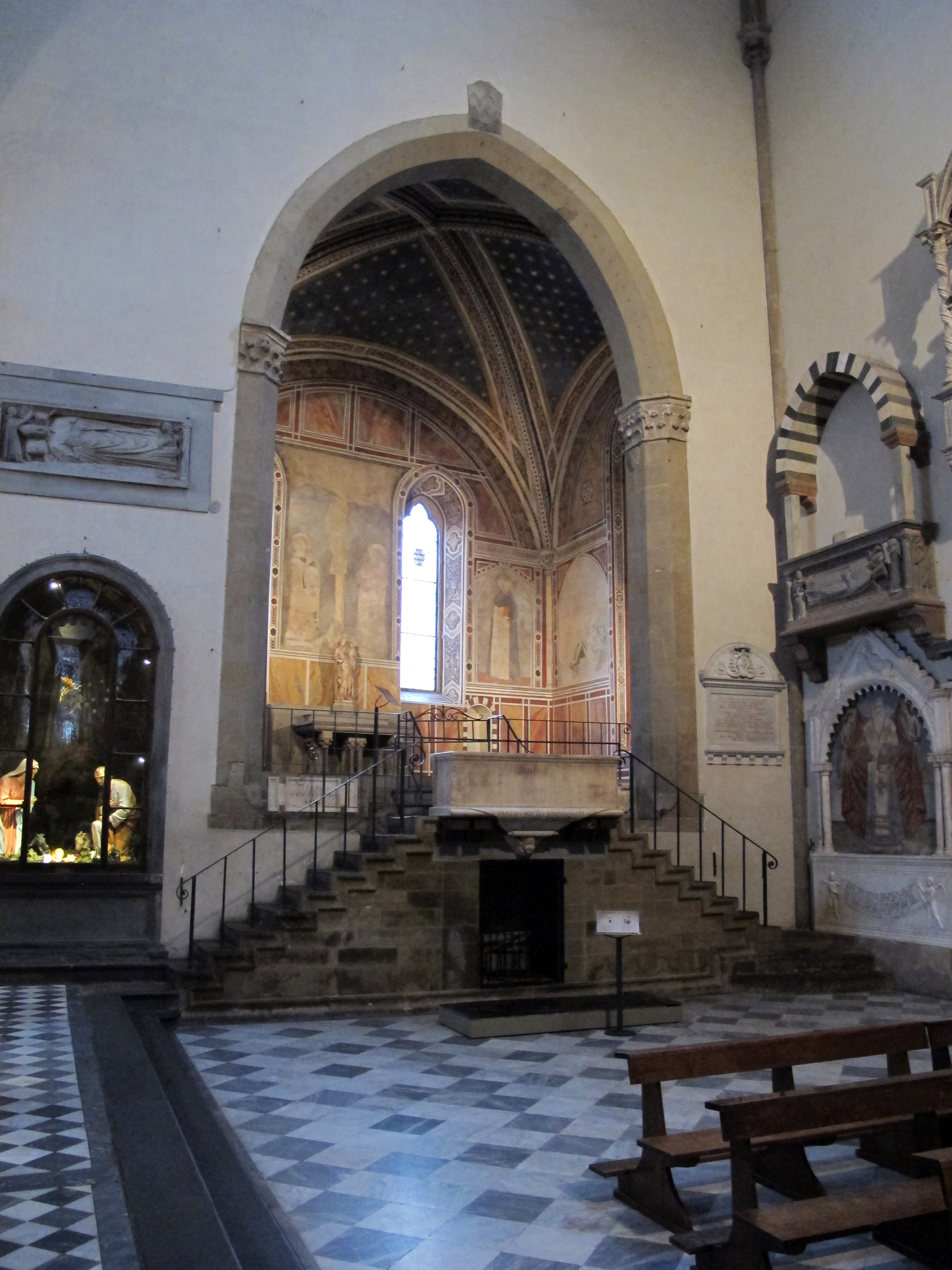
Cappella Rucellai

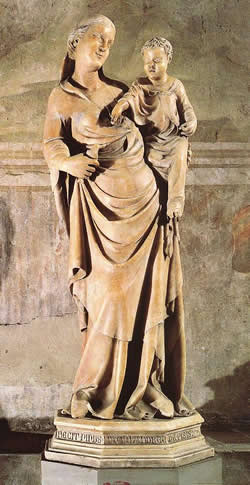
La Madonna di Nino Pisano

La cappella Rucellai è la cappella alla testata del transetto destro nella basilica di Santa Maria Novella a Firenze. La cappella è sopraelevata e posta in maniera simmetrica rispetto alla cappella Strozzi di Mantova. 

## Storia e descrizione
La cappella fu edificata, tra il 1305 e il 1325 circa, da Cenni di Nardo di Giunta Rucellai, la cui tomba è oggi collocata proprio sotto la scalinata che conduce alla cappella, all'altezza del pavimento del transetto. Da allora il patronato della cappella è sempre appartenuto alla famiglia Rucellai, influente famiglia fiorentina che risiedeva nelle vicinanze della basilica. La posizione della cappella è decentrata rispetto alla testata del transetto, per il fatto che la porzione sinistra della parete di fondo dello stesso transetto (dove oggi si trova un presepe) era di patronato della Compagnia dei Laudesi.
Per accedere alla cappella si percorre una gradinata, al termine della quale, al livello del pavimento della cappella, si trova la tomba di Paolo Rucellai, un più recente componente della famiglia Rucellai vissuto nel XV secolo, nonché padre di quel Giovanni Rucellai che ha fatto edificare da Leon Battista Alberti la parte superiore della facciata della basilica di Santa Maria Novella. La tomba è opera di un anonimo scultore di scuola fiorentina che ha riciclato un cassone antico ponendolo su un finto drappo di marmo fatto di sua mano, una collocazione che allude al riposo del mercante defunto sopra la stoffa che fu oggetto della sua attività lavorativa.
La cappella è decorata da un ciclo di affreschi trecenteschi molto lacunosi, nonostante i restauri conclusi nel 1989. Quelli della parete di destra sono attribuiti al Maestro della Santa Cecilia, un anonimo allievo di Giotto attivo tra il 1290 e il 1325 circa. Gli affreschi raffigurano la Strage degli innocenti, il Martirio di sant'Orsola e delle sue compagne e forse un San Giorgio. Gli affreschi della parete di fondo sono invece di un maestro giottesco non identificato e risalgono al terzo o quarto decennio del XIV secolo. Descrivono la Crocifissione (al centro), san Domenico (a sinistra) e san Tommaso d'Aquino (a destra). 
Sull'altare è conservata la Madonna col Bambino di Nino Pisano, statua marmorea della metà del XIV secolo portata qui solo recentemente. La tavola sulla parete di sinistra fu dipinta da Giuliano Bugiardini e rappresenta il Martirio di santa Caterina d'Alessandria (1530-1540). Al centro del pavimento, dal 1956, si trovava la lastra tombale in bronzo di fra' Leonardo Dati, già generale dell'Ordine domenicano, che fu fusa e cesellata da Lorenzo Ghiberti tra il 1425 e il 1426, oggi spostata nel transetto, davanti alla scalinata che conduce alla cappella. 
In questa cappella ha soggiornato a lungo, a partire dal 1591, la duecentesca Madonna Rucellai di Duccio di Buoninsegna, che originariamente si trovava nella contigua cappella Bardi, già di patronato della Compagnia dei Laudesi, e che adesso si trova invece alla Galleria degli Uffizi di Firenze. Fu proprio in virtù di questo lungo soggiorno che la tavola è ancora oggi nota come Madonna Rucellai.